# Polyrhachis ruficornis
Polyrhachis ruficornis is een mierensoort uit de onderfamilie van de schubmieren (Formicinae). De wetenschappelijke naam van de soort is voor het eerst geldig gepubliceerd door Frederick Smith in 1857. De soort komt voor op Borneo (Sarawak).